# Nikon Z 7
Die Nikon Z 7 ist ein spiegelloses Systemkameragehäuse des japanischen Herstellers Nikon mit Z-Bajonett. Die Kamera wurde am 23. August 2018 vorgestellt und ist für den professionellen Einsatz konzipiert.
Neben dem kleineren Modell Z 6 wurde im Sommer 2020 die Vollformatmodellreihe um das Einstiegsmodell Z 5 ergänzt.

## Technische Merkmale
Bei den Modellen Z 6 und Z 7 handelt es sich um zwei spiegellose Systemkameragehäuse mit Vollformatsensor. Beide Kameras verwenden dabei einen rückseitig belichteten Chip (Back Side Illumination, BSI-Technologie). Im Gegensatz zu ihrem Schwestermodell Z6 besitzt die Z7 keinen Tiefpassfilter. Das Filterglas des Bildsensors der Z 7 ist besser entspiegelt, so dass unerwünschte Reflexionen zwischen Bildsensor und Objektivlinsen stärker unterdrückt werden.
Die Z 7 hat 493 Fokusmessfelder und damit deutlich mehr als bisherige Nikon-Kameras. Ein Fünf-Achsen-Bildstabilisator (VR) ist in das wetterfeste Kameragehäuse integriert, und es verfügt über umfangreiche Video-Funktionen.
2019 wurden Probleme bei dem Bildstabilisator bekannt, was aber nicht alle hergestellten Kameras betrifft. Nikon bot hier Abhilfemaßnahmen an.
Der Innendurchmesser des Nikon-Z-Bajonetts beträgt 55 Millimeter und war zur Zeit der Ankündigung das Vollformat-Bajonett mit dem größten Innendurchmesser. Durch die größere Öffnung kann mehr Licht durch die Objektive auf den Bildsensor gelenkt werden als beim bisherigen F-Mount (49 mm), so dass laut Nikon theoretisch Lichtstärken bis zu 0,95 (statt bisher 1,4) möglich sind.

### Objektivverwendung am Z-Bajonett
Zeitgleich mit den Kameramodellen Z 6 und Z 7 hatte Nikon zunächst drei neue Objektive für das Z-Bajonett vorgestellt: zwei Festbrennweiten 35mm f/1,8 und 50mm f/1,8 sowie ein Zoom 24–70mm f/4. 2020 kam ein lichtstarkes Normalobjektiv 0,95/58 mm heraus; sein Gewicht beträgt zwei kg.
Das Z-Bajonett ist die erste Neuentwicklung eines Objektivanschlusses für 35mm-Kameras von Nikon seit 1959. Um das große Spektrum an leistungsfähigen Objektiven vieler Hersteller für den F-Mount weiter nutzen zu können, hat Nikon den Z-Modellen einen Adapter von F- auf Z-Mount zur Seite gestellt, mit dem bis auf wenige Ausnahmen alle Nikon F-Objektive seit 1959 an die Kameras der Z-Serie angeschlossen werden können (FTZ-Adapter). Moderne AF-S, AF-P und AF-I-Nikkore können mit diesem Adapter uneingeschränkt an der Z 7 verwendet werden. Ältere AF-D-Nikkore ohne eigenen AF-Motor können bis auf den Autofokus alle sonstigen Funktionen nutzen wie z. B. Focus-Peaking im Sucher, VR, Belichtungssteuerung und alle Belichtungsmodi. Noch ältere AF- (ohne D-Chip), AI- oder AI-S-Nikkore erlauben kein Focus-Peaking mehr und auch die Anzahl verwendbarer Belichtungsmodi kann eingeschränkt sein.

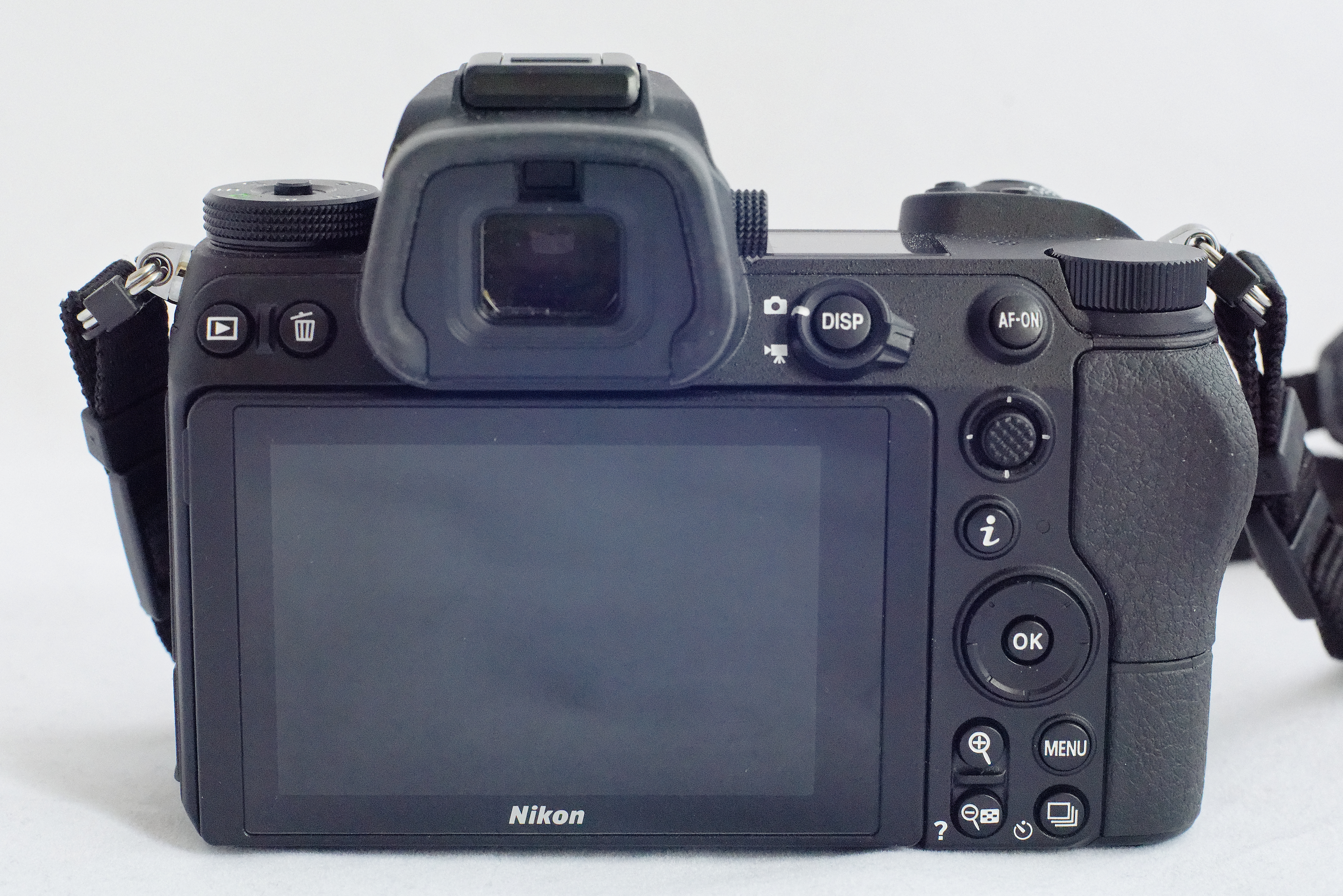
Rückansicht
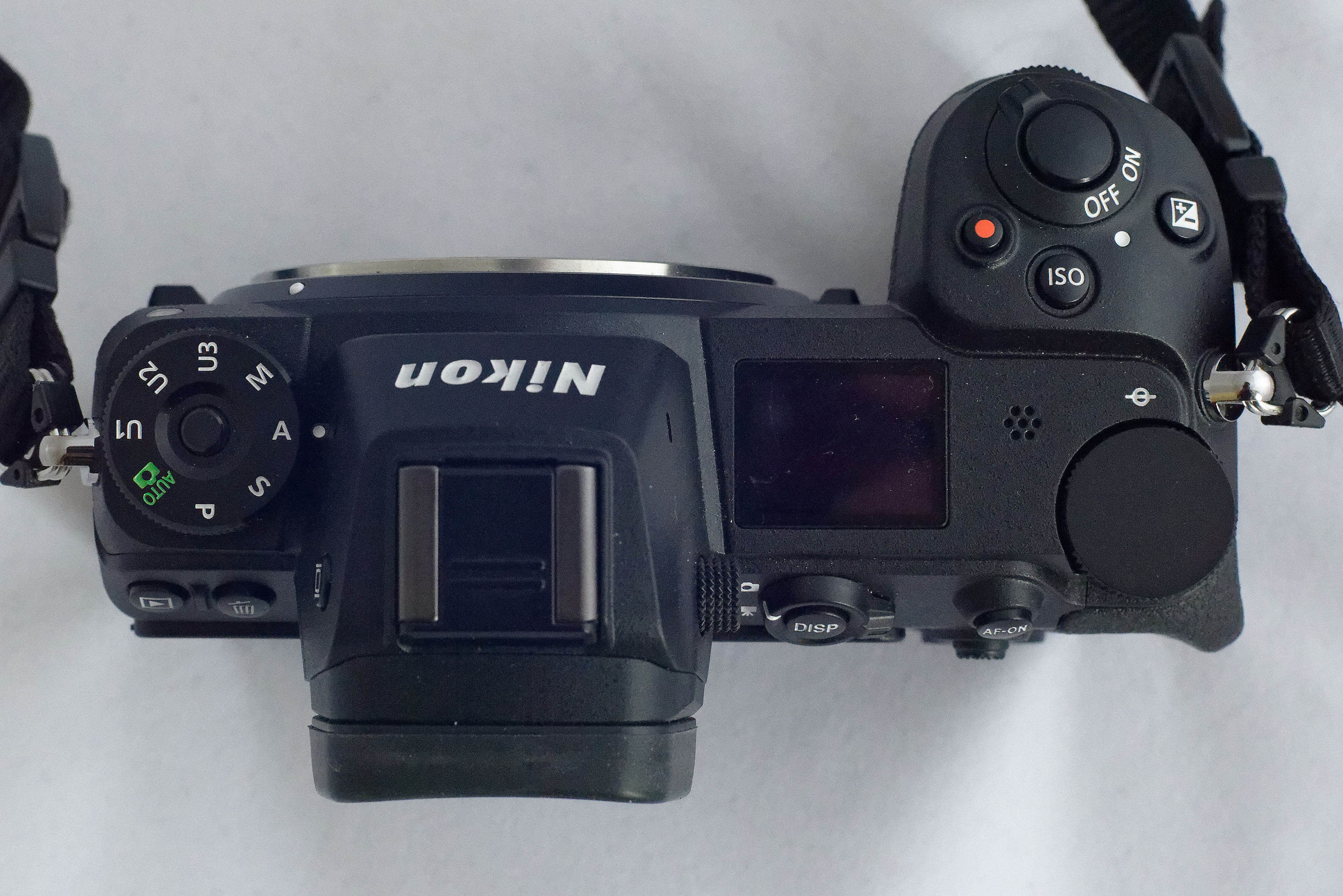
Von oben
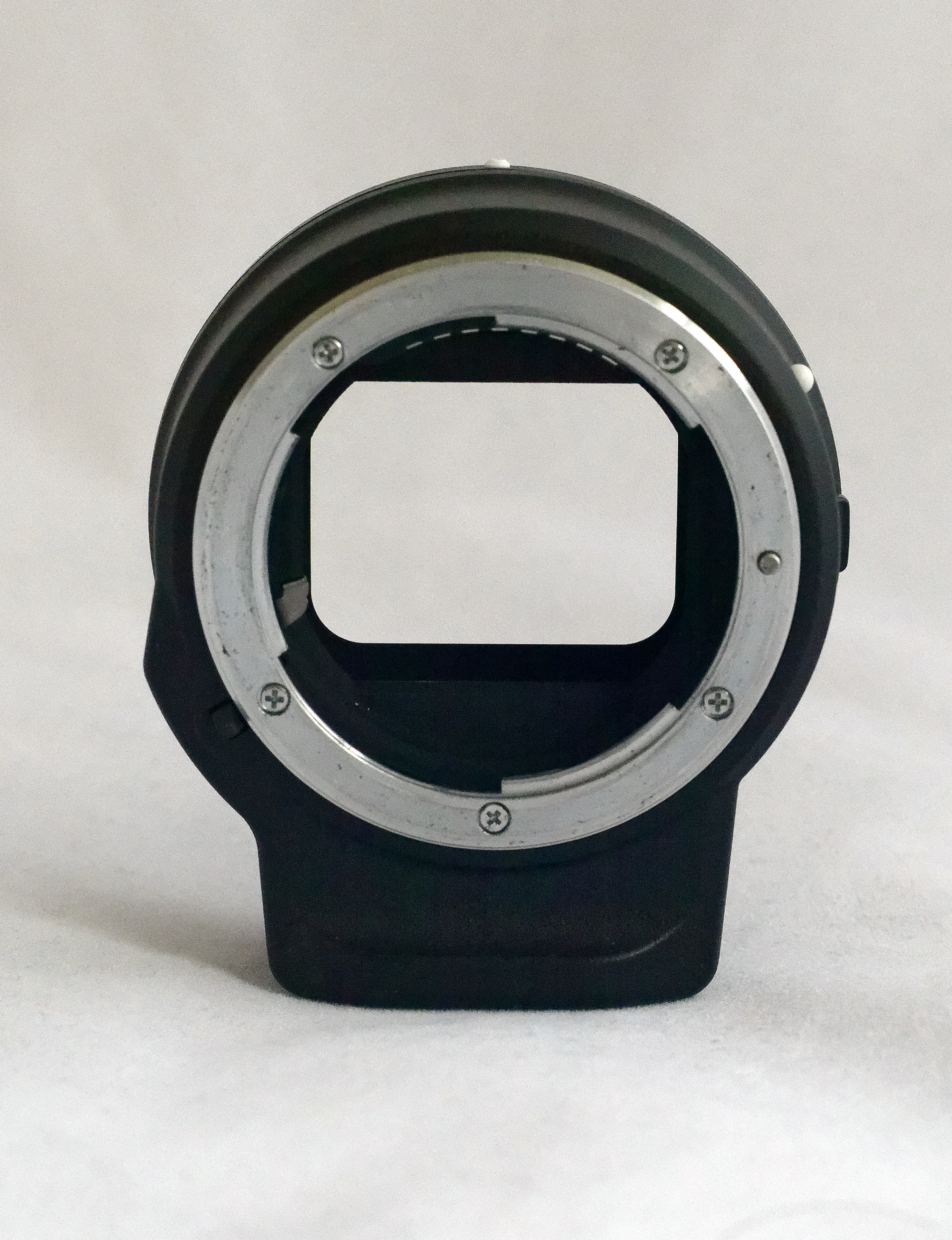
Bajonettadapter FTZ objektivseitig
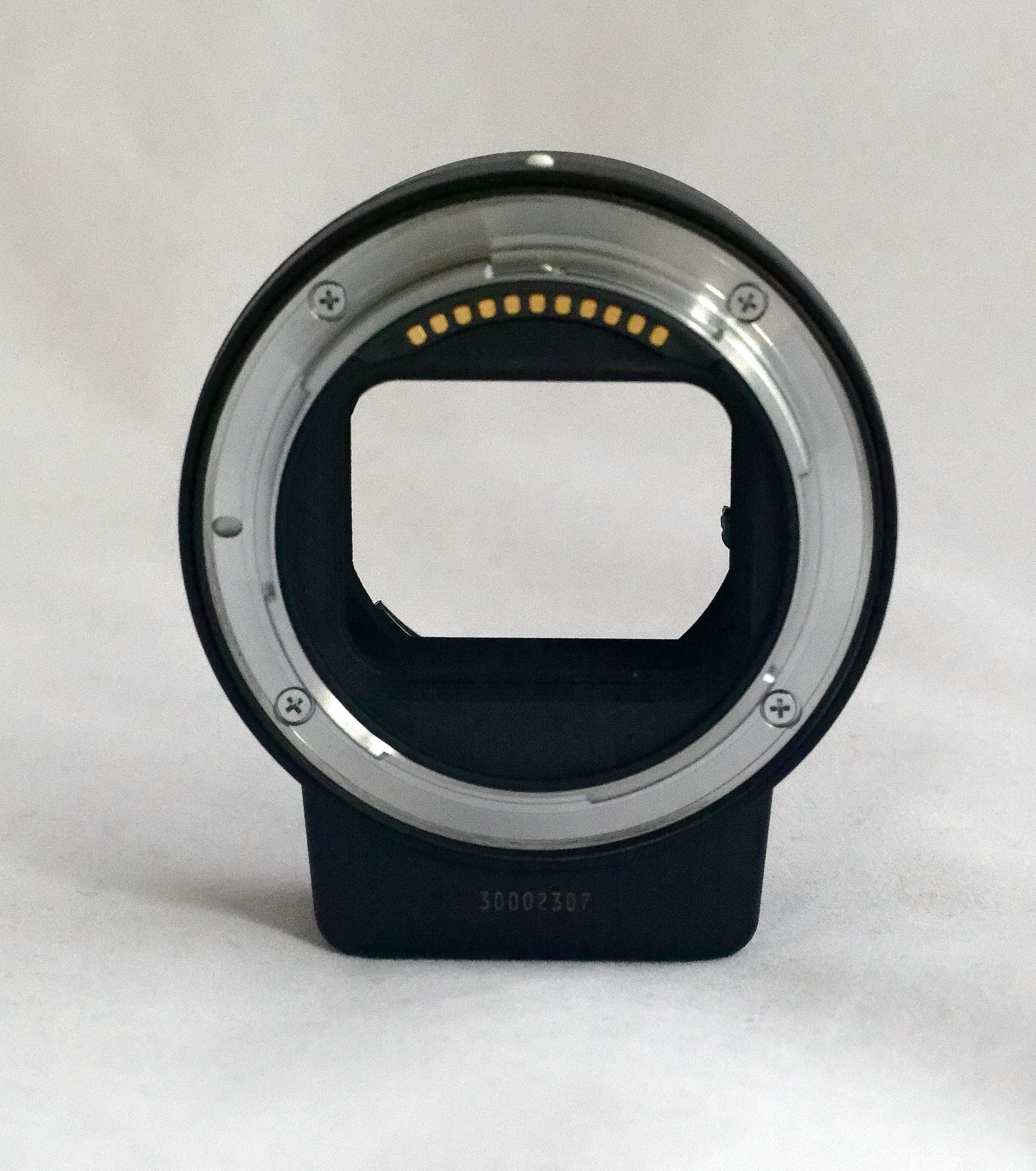
Bajonettadapter FTZ kameraseitig
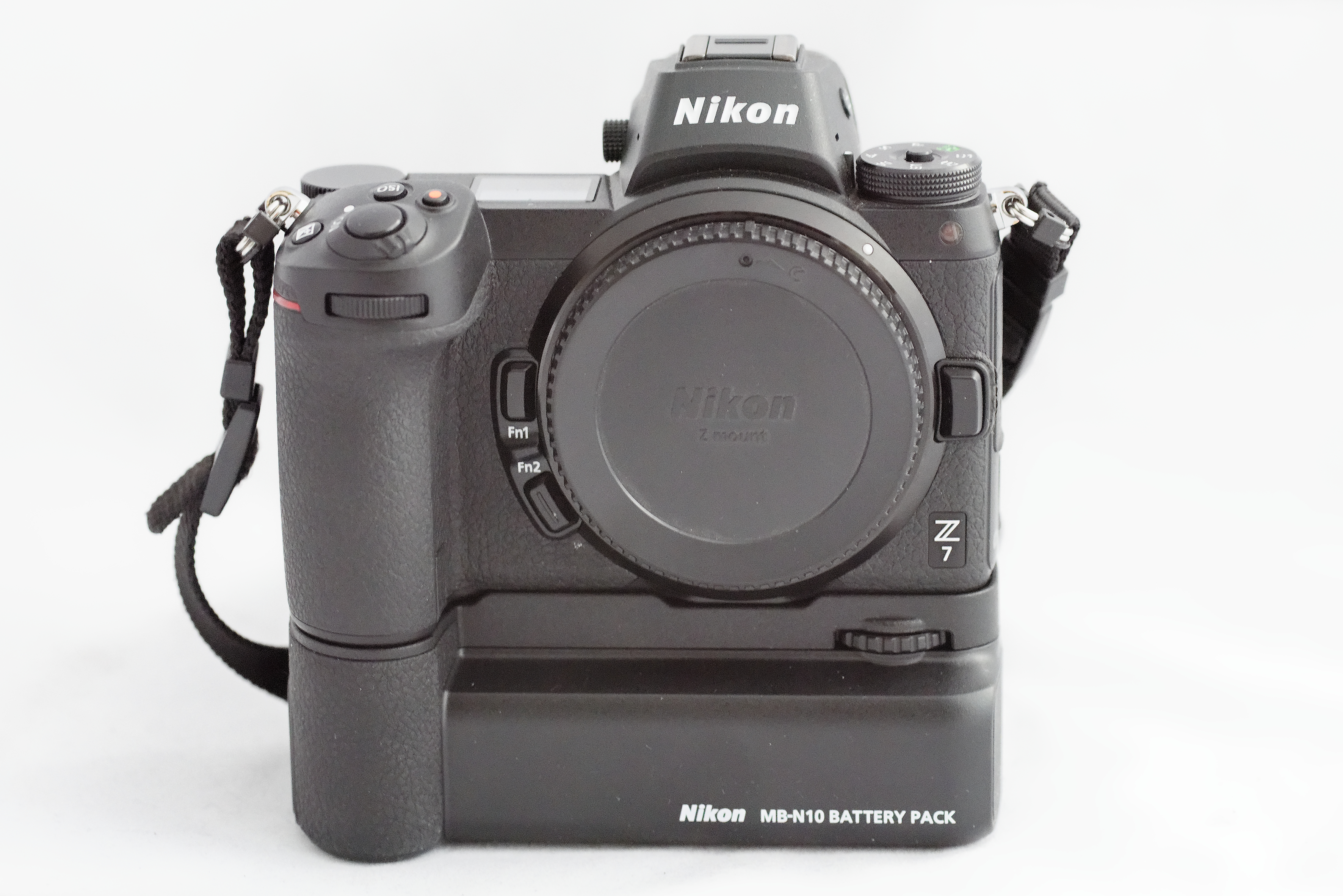
Nikon Z 7 mit Akkupack MB-N10 Front
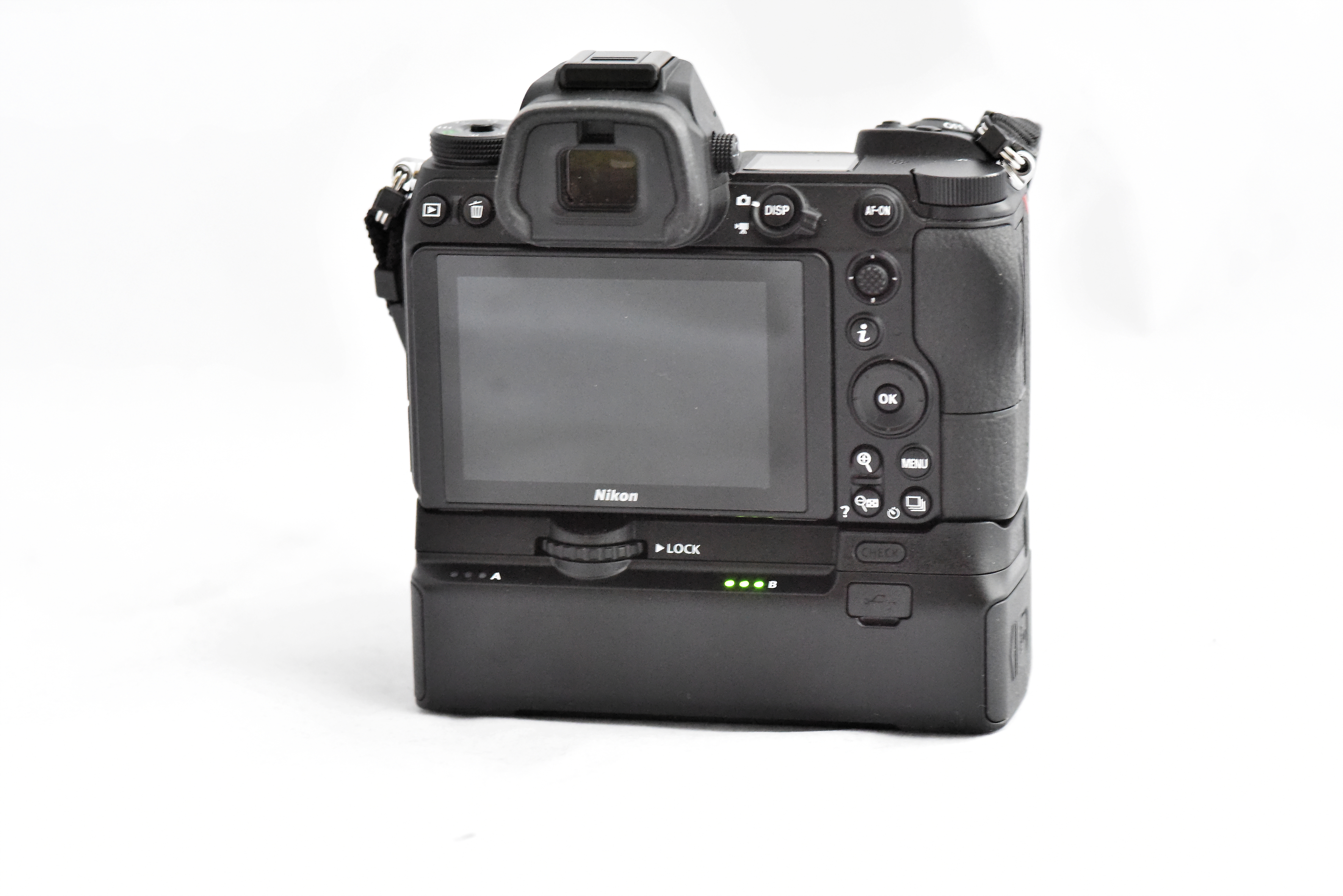
Nikon Z 7 mit Akkupack MB-N10 Rückseite

## Nikon Z 7II
Die Nikon Z 7II wurde am 14. Oktober 2020 vorgestellt. Im Vergleich zur Z 7 können nun zehn statt neun Bilder pro Sekunde aufgenommen werden. Die Kamera verfügt über die Möglichkeit, CFexpress- oder XQD-Speicherkarten und/oder SD-Speicherkarten aufzunehmen. Es sind zwei EXPEED-6-Bildprozessoren integriert. Neben einer höheren Rechenleistung verfügen die Kameras in diesem Zuge auch über einen mehr als doppelt so großen Pufferspeicher.
Neu verfügbar ist der Multifunktionshandgriff MB-N11, der zwei Akkus aufnimmt und einen Auslöser für Hochformataufnahmen bereitstellt.

## Produktion
Die Z 7 wird im Nikon-Werk in Sendai, Japan, gefertigt. Geplant war die monatliche Herstellung von 20.000 Z 6 und Z 7-Kameramodellen.

## Auszeichnungen
Der Fotopresseverband Technical Image Press Association (TIPA) zeichnete das Modell Z 7 als Beste Kamera mit Vollformatsensor für Professionals mit dem TIPA World Award 2019 aus.